# Инженерно-сапёрная бригада
Инженерно-сапёрная бригада — форма организации инженерных войск Красной Армии, Советской Армии и Вооружённых сил России. В военной литературе и боевых документах для обозначения бригады применяется сокращение «исбр».

## История

### Великая Отечественная война
Первые инженерно-сапёрные бригады формировались как бригады Резерва Верховного Главнокомандования и имели в своём составе:
- управление бригады — 36 человек (штат № 012/61);
- рота управления — 104 человека (штат № 012/62);
- 5 инженерно-сапёрных батальонов по 398 человек (штат № 012/63);
- легкопереправочный парк НЛП — 93 человека (штат № 012/20);

Общая численность бригады составляла 2223 человека.
В июне 1943 года бригады перешли на новый штат:
- управление бригады — 40 человек (штат № 012/88);
- рота управления — 87 человек (штат № 012/89);
- 4 инженерно-сапёрных батальона по 305 человек (штат № 012/109);
- легкопереправочный парк— 36 человек (штат № 012/90);

Общая численность бригады уменьшилась до 1383 человек.
Тогда же, в мае-июле 1943 года 20 бригад были переформированы в штурмовые инженерно-сапёрные бригады.
В октябре 1943 года в штат бригады был добавлен медико-санитарный взвод численностью 16 человек (штат № 012/152), а в июне 1944 года — моторизованная инженерно-разведывательная рота численностью 62 человека (штат № 012/198),
В мае — июне 1944 года все имеющиеся бригады были включены в состав действующих общевойсковых армий. Всего во время войны было сформировано 74 инженерно-сапёрных бригады.

## Источник
Г. В. Малиновский. Бригады инженерных войск Красной Армии 1941—1945 гг. / Под общей редакцией Н. И. Сердцева. — М.: Издательство Патриот, 2005. — 296 с. — ISBN 5-7030-0924-3.